# واترلاند
واترلاند (به هلندی: Waterland) یک شهرستان در هلند است که در هلند شمالی واقع شده‌است. واترلاند −۱ متر بالاتر از سطح دریا واقع شده‌است.